# Rasa de les Comes
La Rasa de les Comes és un afluent per l'esquerra del Riu Negre, al Solsonès.
La rasa realitza tot el seu recorregut per la partida de Santa Llúcia al terme municipal de Solsona. Neix a 685 msnm a ponent de Cal Coix. Durant els primers 360 m. del seu recorregut, avança cap a les 10 del rellotge però, en trobar-se amb la C-149 tomba sobtadament i fa la resta del seu recorregut en direcció cap al sud tot deixant a la seva esquerra la Vinya de Cal Fanteta, Cal Sabató i l'Arrabal i a la seva dreta, Cal Pardalé i Cal Trinxet. Desguassa al Riu Negre a poc més d'un centenar de metres aigües avall de la depuradora de Solsona. La Rasa de les Comes no té cap curs fluvial subsidiari. La seva xarxa hidrogràfica, per tant, està integrada per un únic curs fluvial.

## Perfil del seu curs
| Recorregut (en m.) | Altitud (en m.) | Pendent |
| ------------------ | --------------- | ------- |
| 0                  | 685             | -       |
| 250                | 667             | 4,0%    |
| 500                | 667             | 3,2%    |
| 750                | 660             | 2,8%    |
| 1.000              | 653             | 2,8%    |
| 1.250              | 647             | 2,4%    |
| 1.519              | 633             | 5,3%    |